# وحدة توزيع طاقة
وحدة توزيع طاقة (PDU أو MDU) هو جهاز مزود بمخارج متعددة لتوزيع الطاقة الكهربية، خاصة لمعدات الشبكات داخل مراكز البيانات. وتواجه مراكز البيانات تحديات في حماية الطاقة، ويعد ذلك هو سبب اعتماد الكثير من مراكز البيانات على وحدات توزيع الطاقة لتحسين الكفاءة والنمو.

## المكونات

### الرف

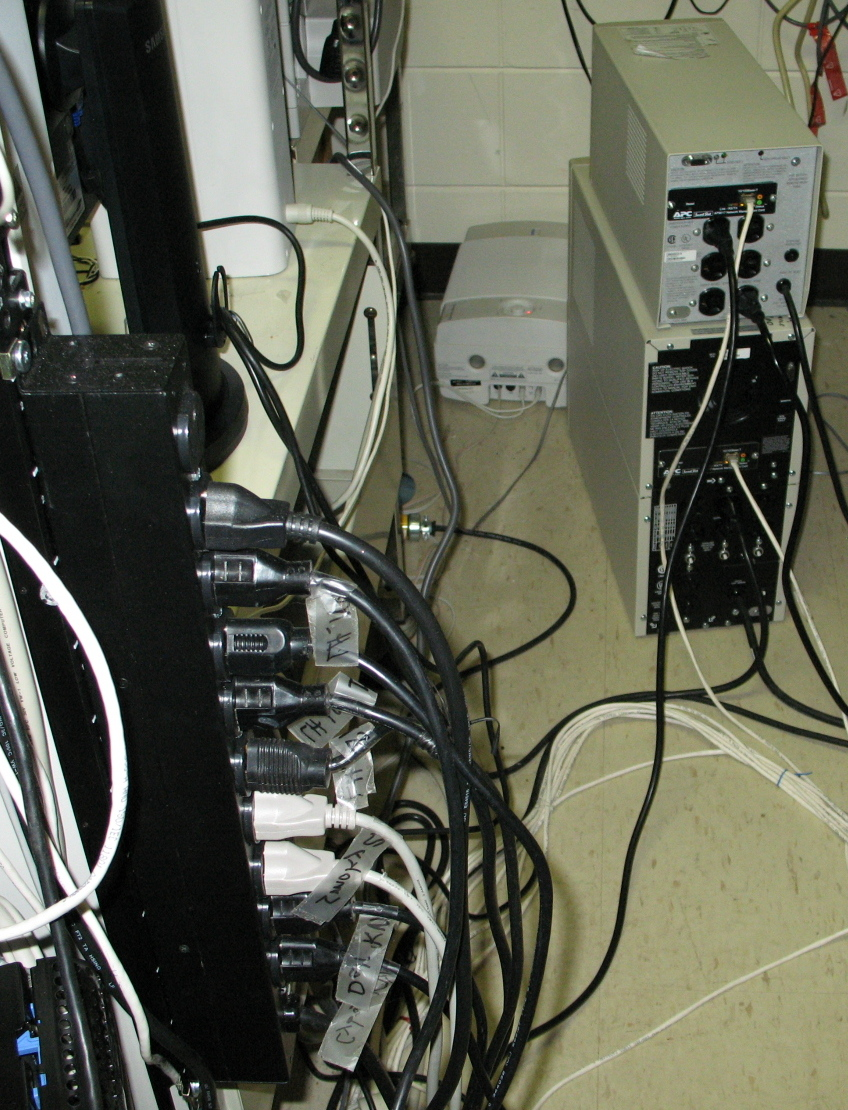

تتباين وحدات توزيع الطاقة بين شرائح طاقة محمولة على رفوف بسيطة ورخيصة ووحدات كبيرة ذات وظائف متعددة كفلاتر للطاقة لتحسين جودتها أو للمراقبة عن بعد، أو للتحكم بواسطة LAN أو SNMP. ويوفر هذا النوع من وحدات توزيع الطاقة إمكانيات عديدة كقياس القدرة الداخلة والخارجة وكدعم لأجهزة الاستشعار البيئية.

### الكابينة

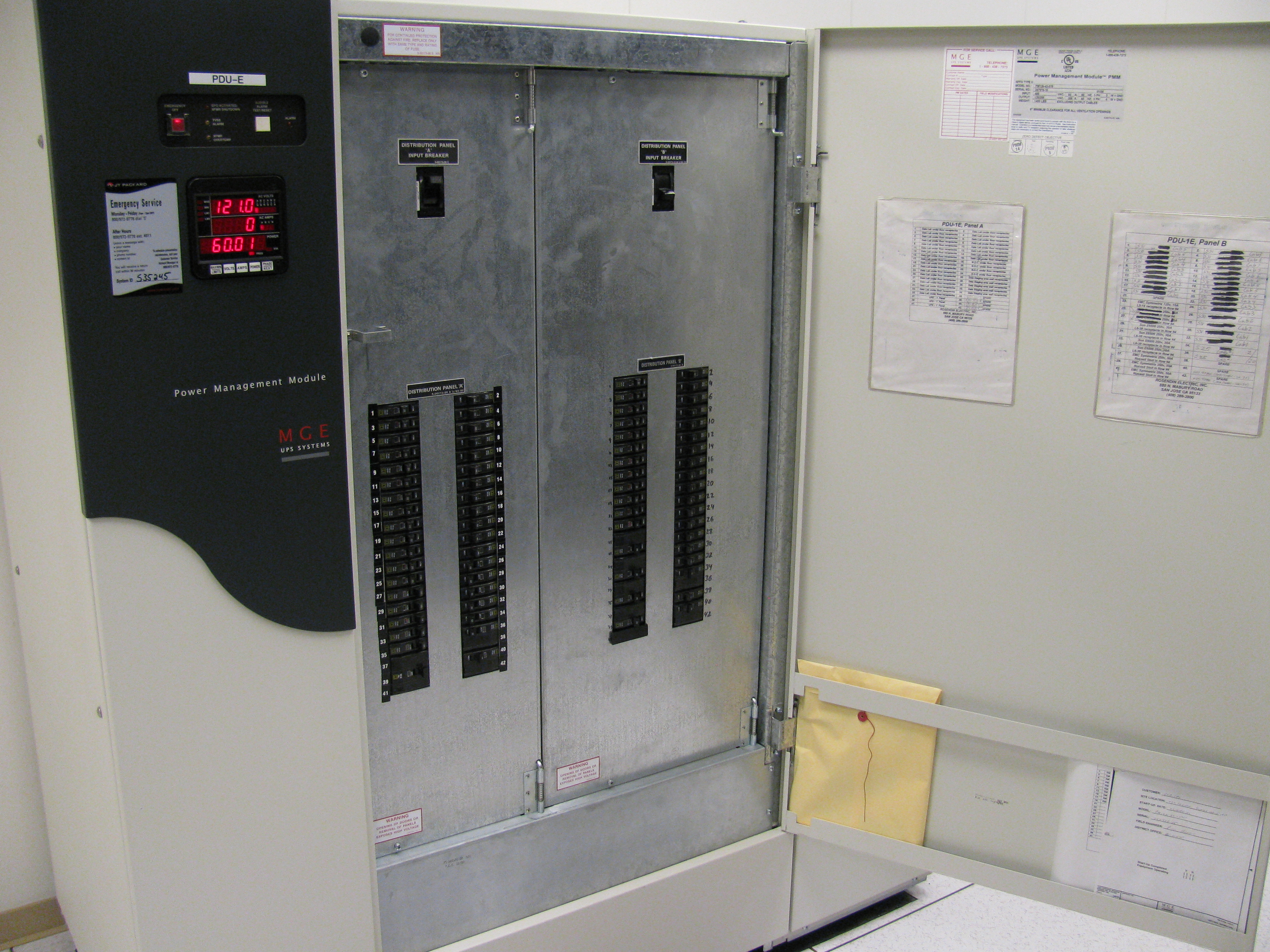

تحتاج مراكز البيانات لوحدات توزيع طاقة أكبر لتشغيل الكبائن متعددة الخوادم. قد تحتاج كل كابينة خادم لأكثر من دائرة تيار عالٍ من أوجه مختلفة تحصل عليه من وحدات توزيع طاقة مختلفة. تحتوي كل كابينة على قواطع دائرة خاصة بها، وتوفر قضبان توصيل داخلية للمحايد وللأرضي.